# Kloster Moreilles
Das Kloster Moreilles (Beata Maria de Moroliis) ist eine ehemalige Zisterzienserabtei in der Gemeinde Moreilles im Département Vendée, Region Pays de la Loire, in Frankreich. Es lag rund 11 km südöstlich von Luçon, inmitten des Marais Poitevin.

## Geschichte
Das Kloster wurde vor 1109 von den Herren von Triaize als Benediktinerkloster gegründet und schloss sich 1152 als Tochterkloster der Primarabtei Clairvaux dem Zisterzienserorden an. Bereits 1109 gründete es das Kloster Bois-Grolland. Es war zusammen mit fünf weiteren Abteien auch an der Trockenlegung des Marais Poitevin beteiligt, so durch die Anlage eines Kanals schon im Jahr 1199. Später fiel das Kloster in Kommende. Einer der Kommendataräbte war der Kardinal Richelieu. Während der Religionskriege des 16. Jahrhunderts wurde das Kloster zerstört, aber 1699 wieder aufgeführt. In der Französischen Revolution fand es sein Ende.

## Bauten und Anlage
Von der 1699 wiederaufgebauten Abteikirche sind die Mauern erhalten. Weiter stehen noch die Stallungen und das Gebäude der Kommendataräbte. Heute werden Gästezimmer angeboten.